# Coordination bilatérale
 (juillet 2017).
Pour les articles homonymes, voir Coordination.
La coordination bilatérale, ou intégration bilatérale, consiste en l’utilisation des deux côtés du corps de façon simultanée dans le but de réaliser une tâche efficacement. Cette habileté est requise aux membres supérieurs pour écrire, couper et taper, et aux membres inférieurs pour ramper sur le sol, rouler à bicyclette et monter un escalier. Elle est essentielle à l’autonomie de l’enfant dans ses activités fonctionnelles comme le jeu, les activités de la vie quotidienne (ex. : habillage) ainsi que les activités scolaires, domaines où l’ergothérapeute intervient lorsqu’il y a difficulté.
Chez un enfant ayant un développement normal, le patron de mouvement asymétrique prédomine de la naissance jusqu’à trois mois pour laisser suite au patron symétrique jusqu’à dix mois. L’enfant peut alors atteindre l’objet avec les deux membres avec un mode de préhension bilatéral et l’amène souvent à la bouche. À neuf et dix mois, les deux côtés du corps réalisent la même action, par exemple, l’enfant peut tenir un objet dans chaque main et les frapper ensemble. À dix mois, l'enfant passe à l'intégration bilatérale réciproque. Les deux côtés du corps bougent simultanément, mais en réalisant les mouvements opposés ; ce stade peut s’illustrer par l’enfant qui marche à quatre pattes. L’enfant utilise une main pour stabiliser l’objet tandis que l’autre peut bouger des pièces de l’objet. Par exemple, l’enfant peut stabiliser un camion d’une main et bouger la roue de l’autre. Les activités bilatérales émergent en premier sous forme de mouvements des mains réciproques ou alternés, puis en mouvements simultanés. De dix-sept à dix-huit mois, l’enfant utilise fréquemment des stratégies de rôle différenciées (intégration asymétrique bilatérale), c'est-à-dire qu’il utilise une main pour stabiliser ou tenir les objets et l’autre main pour manipuler. Un préalable au rôle différencié des membres est la dissociation des deux côtés du corps. La précision des mouvements bilatéraux s’acquiert avec le développement continu de recherche d’objet, de préhension et des manipulations dans la main (in-hand manipulations). Les composantes perceptivo-visuelles et motrices deviennent plus intégrées, menant à une meilleure planification motrice pour la performance dans la tâche. Les deux côtés du corps agissent différemment afin de compléter une action ; par exemple, frapper un ballon avec un pied ou tenir un jouet avec une main et manipuler celui-ci avec l’autre main. Afin que cette phase s’organise, l’enfant doit être en mesure de dissocier les deux côtés de son corps. La maturité dans l’utilisation bilatérale des membres supérieurs se démontre par la capacité à utiliser la main opposée jumelée à un mouvement du bras pour accomplir une activité très différenciée, par exemple, utiliser des ciseaux pour couper tout en tournant la feuille. Le croisement de la ligne médiane fait référence à la capacité d’utiliser une main dans l’espace controlatéral ; par exemple, faire un trait de crayon avec la main droite partant de l’extrémité gauche de la feuille et allant à l’extrémité droite de celle-ci. Chaque étape du développement de la coordination bilatérale chez l’enfant est préalable aux mouvements plus complexes, jusqu’à maturité, qui survient vers deux ans et demi. 
L'intégration bilatérale permet de développer l’acquisition de la main dominante, composante très important entre autres pour l’écriture. De plus, l’intégration bilatérale est essentielle pour lire.